# Gouvernement Couve de Murville
Ve République
Gouvernement Georges Pompidou IV Gouvernement Jacques Chaban-Delmas
Le gouvernement Maurice Couve de Murville est le 6e gouvernement de la Ve République française.
Cet article présente la composition du gouvernement français sous le Premier ministre Maurice Couve de Murville du 10 juillet 1968 au 20 juin 1969, pendant les présidences de Charles de Gaulle (1959-1969) et d’Alain Poher (en 1969 par intérim).

## Composition initiale
Le Premier ministre est nommé par un décret du 10 juillet 1968 (JO du 
11 juillet), les membres du gouvernement par un décret en date du 12 juillet 1968 (JO du 
13 juillet).

### Premier ministre
| Image | Fonction         |  | Nom                       | Parti      |
| ----- | ---------------- |  | ------------------------- | ---------- |
|       | Premier ministre |  | Maurice Couve de Murville | UD-Ve, UDR |

### Ministres d'État
| Image | Fonction                                                |  | Nom                   | Parti      |
| ----- | ------------------------------------------------------- |  | --------------------- | ---------- |
|       | Ministre d'État, chargé des Affaires culturelles        |  | André Malraux         | UD-Ve, UDR |
|       | Ministre d'État, chargé des Affaires sociales           |  | Maurice Schumann      | UD-Ve, UDR |
|       | Ministre d'État, chargé des Relations avec le Parlement |  | Roger Frey            | UD-Ve, UDR |
|       | Ministre d'État                                         |  | Jean-Marcel Jeanneney | UD-Ve, UDR |

### Ministres
| Image | Fonction                                               |  | Nom                    | Parti      |
| ----- | ------------------------------------------------------ |  | ---------------------- | ---------- |
|       | Garde des Sceaux, ministre de la Justice               |  | René Capitant          | UD-Ve, UDR |
|       | Ministre des Affaires étrangères                       |  | Michel Debré           | UD-Ve, UDR |
|       | Ministre de l'Intérieur                                |  | Raymond Marcellin      | FNRI       |
|       | Ministre des Armées                                    |  | Pierre Messmer         | UD-Ve, UDR |
|       | Ministre de l'Économie et des Finances                 |  | François-Xavier Ortoli | UD-Ve, UDR |
|       | Ministre de l'Éducation nationale                      |  | Edgar Faure            | UD-Ve, UDR |
|       | Ministre de l'Équipement et du Logement                |  | Albin Chalandon        | UD-Ve, UDR |
|       | Ministre de l'Industrie                                |  | André Bettencourt      | FNRI       |
|       | Ministre de l'Agriculture                              |  | Robert Boulin          | UD-Ve, UDR |
|       | Ministre des Transports                                |  | Jean Chamant           | FNRI       |
|       | Ministre des Anciens combattants et Victimes de guerre |  | Henri Duvillard        | UD-Ve, UDR |
|       | Ministre des Postes et Télécommunications              |  | Yves Guéna             | UD-Ve, UDR |

### Ministres délégués
| Image | Fonction                                                                                     | Ministre de rattachement |  | Nom              | Parti      |
| ----- | -------------------------------------------------------------------------------------------- | ------------------------ |  | ---------------- | ---------- |
|       | Ministre délégué chargé du Plan et de l'Aménagement du territoire                            | Premier ministre         |  | Olivier Guichard | UD-Ve, UDR |
|       | Ministre délégué chargé de la Recherche scientifique et des Questions atomiques et spatiales | Premier ministre         |  | Robert Galley    | UD-Ve, UDR |

### Secrétaires d'État
| Image | Fonction                                                             | Ministre de rattachement                |  | Nom                      | Parti      |
| ----- | -------------------------------------------------------------------- | --------------------------------------- |  | ------------------------ | ---------- |
|       | Secrétaire d'État chargé de l'Information                            | Premier ministre                        |  | Joël Le Theule           | UD-Ve, UDR |
|       | Secrétaire d'État chargé de la Fonction publique                     | Premier ministre                        |  | Philippe Malaud          | FNRI       |
|       | Secrétaire d'État chargé de la Jeunesse et des Sports                | Premier ministre                        |  | Joseph Comiti            | UD-Ve, UDR |
|       | Secrétaire d'État chargé des Départements et Territoires d'Outre-Mer | Premier ministre                        |  | Michel Inchauspé         | UD-Ve, UDR |
|       | Secrétaire d'État aux Affaires sociales                              | Ministre des Affaires sociales          |  | Marie-Madeleine Dienesch | UD-Ve, UDR |
|       | Secrétaire d'État aux Affaires sociales                              | Ministre des Affaires sociales          |  | Pierre Dumas             | UD-Ve, UDR |
|       | Secrétaire d'État aux Affaires étrangères                            | Ministre des Affaires étrangères        |  | Yvon Bourges             | UD-Ve, UDR |
|       | Secrétaire d'État aux Affaires étrangères                            | Ministre des Affaires étrangères        |  | Jean de Lipkowski        | UD-Ve, UDR |
|       | Secrétaire d'État à l'Intérieur                                      | Ministre de l'Intérieur                 |  | André Bord               | UD-Ve, UDR |
|       | Secrétaire d'État à l'Économie et aux Finances                       | Ministre de l'Économie et des Finances  |  | Jacques Chirac           | UD-Ve, UDR |
|       | Secrétaire d'État chargé de l'Education nationale                    | Ministre de l'Éducation nationale       |  | Jacques Trorial          | UD-Ve, UDR |
|       | Secrétaire d'État à l'Équipement et au Logement                      | Ministre de l'Equipement et du Logement |  | Philippe Dechartre       | UD-Ve, UDR |

## Remaniement du 28 avril 1969
- Démission de René Capitant, remplacé par Jean-Marcel Jeanneney, par intérim.

## Répartition partisane
| Parti                          | Parti                                              | Premier ministre | Ministres d'État | Ministres | Ministres délégués | Secrétaires d'État | Total |
| ------------------------------ | -------------------------------------------------- | ---------------- | ---------------- | --------- | ------------------ | ------------------ | ----- |
| Répartition le 12 juillet 1968 | Répartition le 12 juillet 1968                     | 1                | 4                | 12        | 2                  | 12                 | 31    |
|                                | Union des démocrates pour la Ve République         | 1                | 4                | 9         | 2                  | 11                 | 27    |
|                                | Fédération nationale des républicains indépendants |                  |                  | 3         |                    | 1                  | 4     |

## Démission
À la suite de la démission de Charles de Gaulle de la présidence de la République, le gouvernement reste en place durant l'intérim d'Alain Poher. Maurice Couve de Murville présente la démission de son gouvernement après l'élection présidentielle de 1969 (JO du 20 juin 1969).

## Choix menant à la composition du gouvernement

### Composition politique
Le gouvernement comprend un certain nombre de gaullistes de gauche (le ministre de la Justice René Capitant, notamment) ou de personnalités ouvertes aux idées de participation (Jean-Marcel Jeanneney et Edgar Faure par exemple). Ceci peut être mis en lien avec le fait que le général de Gaulle souhaitait, à partir de juillet 1968, réformer les structures de la société (Sénat, régions, entreprises et universités) sur la base de l'idée de participation.

### Féminisation
Le gouvernement compte une femme ministre, en la personne de Marie-Madeleine Dienesch, secrétaire d’État à l’Assistance sociale et à la Réadaptation.

### Régions
En préfiguration du référendum sur la régionalisation, le général de Gaulle voulut que les territoires à « identité spécifique » soient représentés dans le cabinet. Ainsi trouvait-on deux Corses, François-Xavier Ortoli et Joseph Comiti, deux Alsaciens, Maurice Schumann et André Bord, deux Bretons, Yves Guéna et Yvon Bourges, un Lorrain, Pierre Messmer, un Savoyard, Pierre Dumas, et un Basque, Michel Inchauspé.